# Psychotria balabacensis
Psychotria balabacensis är en måreväxtart som beskrevs av Elmer Drew Merrill. Psychotria balabacensis ingår i släktet Psychotria och familjen måreväxter. Inga underarter finns listade i Catalogue of Life.